# Marcovaldo ovvero Le stagioni in città
Marcovaldo ovvero Le stagioni in città (Marcovaldo, of De seizoenen in de stad) is een verhalenbundel van de Italiaanse schrijver Italo Calvino uit 1963. 
Het boek bevat twintig korte verhalen. Ze zijn ingedeeld naar de seizoenen (le stagioni in città, de seizoenen in de stad). Lente, zomer, herfst en winter volgen elkaar vijf keer op. Calvino schreef de verhalen tussen 1952 en 1963: tien in de jaren 50 met de nostalgische sfeer van de neorealistische film en literatuur in Italië en tien in het midden van de jaren 60, de tijd van de boom economico. 
Marcovaldo staat te boek als een jeugdroman. In de eerste uitgave uit 1963 staan plaatjes. Er bestaan zelfs schooluitgaven met noten om de tekst te verduidelijken. De latere versies kan men niet meer als jeugdboek herkennen. De tweedeling van verhalen uit de periodes van het neorealisme en van de economische hoogconjunctuur leidt tot grote tegenstellingen op het gebied van natuur en cultuur, utopisme en desillusie en neorealisme en fantasie. 

## Tegenstellingen

### Natuur-cultuur
Het boek beschrijft het leven van een arm gezin in de stad. Marcovaldo woont met zijn vrouw Domitilla en hun zes kinderen in één kamer in een Noord-Italiaanse industriestad, waarschijnlijk Turijn. De hoofdpersoon Marcovaldo verlangt terug naar de natuur. De lezer gaat er logischerwijze van uit dat Marcovaldo daarvandaan komt, ook al wordt dat in de tekst niet gezegd. Ieder verhaal in het boek gaat over een normale, alledaagse, stadse situatie uit het leven van Marcovaldo. In die situatie komt iets van de natuur of van een jaargetijde wat bij Marcovaldo het verlangen doet ontwaken terug te willen naar wat hij zich bij die natuur voorstelt. Deze illusie van de natuur leidt altijd tot een desillusie. Het is een vergeefse terugtocht. De paddenstoelen bij de tramhalte, de vis uit de rivier, en het konijn dat hij meeneemt uit het laboratorium blijken allemaal giftig te zijn. 
In de tien verhalen die in de tijd van de boom economico geschreven zijn is de sfeer grimmiger dan in de eerste tien verhalen. De natuur als thema verdwijnt hier helemaal of wordt in een heel fantastische vorm weergegeven. Bijvoorbeeld door middel van een kamerplant die in een weekend buiten in de regen zo hard groeit dat hij niet meer terug naar binnen kan. In zijn Zes memo’s voor het volgende millennium waarschuwt Calvino voor de toekomst van de individuele verbeelding. Door de invloed van gefabriceerde beelden zal het voor de mens steeds moeilijker worden gefabriceerde beelden en eigen herinneringen uit elkaar te houden, laat staan het ‘in absentia’ op kunnen roepen van beelden voor de eigen geest. We kunnen zeggen dat verschillende elementen bijdragen tot de vorming van het visuele deel van de literaire verbeelding: de directe observatie van de werkelijkheid, de vervorming in fantasie- en droombeelden, de figuratieve wereld zoals die op verschillende niveaus wordt overgedragen door de cultuur, en een proces van abstrahering, condensering van verinnerlijking van de zintuiglijke ervaring, dat van cruciaal belang is zowel voor de verbeelding als voor de verwoording van gedachten. In Marcovaldo is deze waarschuwing impliciet ook aanwezig. Vanuit het raam van het appartement kijkt de familie uit op een lichtreclame van cognac. Deze knippert de hele nacht aan en uit en ontneemt hen het uitzicht op de maan en de sterren. Marcovaldo rebelleert zich hiertegen door het glas kapot te schieten.

### Utopisme-desillusie
Marcovaldo is een optimistisch en creatief personage dat er telkens weer in slaagt zichzelf teleur te stellen. De desillusie van Marcovaldo komt op zijn scherpst naar voren in de verhalen die zijn geschreven rond de tijd van de boom economico. Het gezin van Marcovaldo ziet de consumptiemaatschappij om zich heen opkomen, maar staat er zelf buiten. Het profiteert er niet van. Marcovaldo maakt alleen maar meer schulden en zijn gezin raakt daardoor steeds verder achterop. Hij maakt zich zorgen om zijn gezin en droomt ervan te ontsnappen aan de dagelijkse sleur. Hij probeert dit op allerlei verschillende manieren maar wordt telkens weer teleurgesteld. De giftige dieren en planten die Marcovaldo in de stad verzamelt en op wil eten zijn hier een voorbeeld van. In alle verhalen gaat het om de spanning tussen de triestheid van het consumeren en het herwonnen verlangen. Marcovaldo ziet met zijn blik gericht op de natuur dat de manier van consumeren die in opkomst is niet natuurlijk is. Telkens weer laat hij zich echter verleiden door de dingen om hem heen, om vervolgens teleurgesteld te worden. De onverbeterlijke hoop die om het minste of geringste als sneeuw voor de zon verdwijnt.

### Neorealisme-fantasie
Ieder verhaal ontwikkelt zich van realistisch naar absurdistisch. Het loopt altijd uit de hand. Dit heeft een komisch effect. De fantasie gaat soms op een sukkelige manier met het verhaal op de loop. Bijvoorbeeld in het verhaal Il bosco sull’autostrada wanneer Marcovaldo in de winter reclameborden gaat omzagen voor het haardvuur en wordt gesnapt door een politieagent. Marcovaldo zaagt net een stuk uit een reclamebord voor een middel tegen migraine. Calvino laat de agent denken: ’Quell’omino lassù con quella sega significa l’emicrania che taglia in due la testa! L’ho capito subito!’ (Dat mannetje met die zaag stelt de schele koppijn voor die het hoofd in tweeën hakt. Ik heb het meteen door!) Calvino wil de spontane vorming van beelden en de doelgerichtheid van het redenerend denken met elkaar verenigen. Visuele oplossingen blijken te werken waar denken of taal het laten afweten. Er zit binnen het boek verschil in de manier van weergeven van de natuur. In de later geschreven verhalen is Marcovaldo al zover vervreemd van de natuur dat hij de natuur in de stad als fantastisch gaat waarnemen. Denk hierbij aan de plant die in een weekend tijd uitgroeit tot een enorme struik. Marcovaldo is een middeleeuwse naam die bijdraagt aan de vervreemding van de verhalen en de lezer erop wijst, dat het om fictie gaat.

## Uitgaven
- Italo Calvino, Marcovaldo ovvero le stagioni in città, Einaudi, 1966, 148 pp.
- Italo Calvino, Marcovaldo, Garzanti, febbraio 1990, 156 pp.
- Italo Calvino, Marcovaldo, Oscar Mondadori, aprile 1994, 134 pp.

### Vertaling
- Marcovaldo, of De seizoenen in de stad, 1992 / 2006 Atlas Contact, 159 pp.